# Staników Potok
Staników Potok – potok, lewy dopływ Antałowskiego Potoku.
Potok powstaje w Stanikowym Żlebie w Tatrach Zachodnich z połączenia kilku niewielkich cieków. Spływa początkowo w kierunku północnym. Po opuszczeniu Tatr zmienia kierunek na północno-zachodni i przepływa przez Nędzówkę, później Sobczykówkę i Groń (osiedla Kościeliska). Na wysokości 906 m uchodzi do Antałowskiego Potoku.
Zlewnia Stanikowego Potoku znajduje się w dwóch mezoregionach geograficznych: w Tatrach (górna część) i w Rowie Podtatrzańskim (dolna część).